# رازک
رازَک گیاهی دارویی است. کاربرد آن بیشتر در ساخت آبجو است. رازک از راستهٔ گل‌سرخ‌سانان (Rosales) و تیرهٔ شاهدانگان (Cannabaceae) و سرده ی رازک‌ها (Humulus) است. رازک یک گیاه دوپایه چند ساله است و گل‌های ماده به شکل مخروط‌ها یا استروبیل‌ها توسعه می‌یابند که یک عنصر ضروری در دم کردن است و تلخی و عطر را به آبجو اضافه می‌کند. این گیاه، بومی اروپا، غرب آسیا و آمریکای شمالی است.

## مشخصات
رازک گیاهی علفی، چندساله و بالا رونده با ریشه‌ای عمیق و منشعب است. این گیاه دوپایه (نر و ماده) بوده و اعضای آن پوشیده از تارهای خشن است. برگ‌های گیاه، متقابل، دندانه دار و مرکب از ۳ تا ۵ لوب نامساوی است. گل‌های نر به صورت مجتمع و خوشه‌ای از بغل برگ‌ها می‌رویند. گل‌های ماده، به صورت مخروطی بیضی شکل و به رنگ سفید مایل به حنایی می‌باشند. قسمت مورد استفاده گیاه، مخروط‌های ماده (گل‌های ماده) آن است که دارای بوی معطر و مطبوع با طعم تلخ است.
این گیاه بیشتر در نواحی شمال ایران از جمله گرگان، چالوس، تنکابن، رشت، لاهیجان و آستارا می‌روید.

## گلدهی
گلدهی یک رویداد مهم فنولوژیکی برای رازک است، زیرا زمان، سرعت و یکنواختی آن عملکرد و کیفیت محصول بالقوه را تعیین می‌کند. گیاهان رازک زمانی بیشترین بازدهی را دارند که قبل از شروع گلدهی رشد رویشی کافی حاصل شود. رفتارهای فنولوژیکی معیارهای مهم انتخاب رقم هستند. درک فنولوژی همچنین به توسعه مدیریت محصول و استراتژی‌های بازاریابی کمک می‌کند. برای رازک رشد یافته در آب و هوای معتدل، مراحل فنولوژیکی را با استفاده از مقیاس BBCH طبقه‌بندی کردند: جوانه زدن، رشد برگ، طویل شدن ساقه‌ها، تشکیل شاخه‌های جانبی، ظهور گل آذین، گلدهی، رشد مخروط و بلوغ مخروط‌ها. بر اساس این طبقه‌بندی، گلدهی رازک یک رویداد کوتاه و همزمان است که به‌طور کلی حدود ۹۰ روز پس از جوانه زدن شروع می‌شود و حدود ۱۴ روز باقی می‌ماند. مراحل بعدی رشد مخروط به‌طور متوالی اتفاق می‌افتد و اکثر مخروط‌ها در همان زمان بالغ می‌شوند. گیاهان رازک زمانی گل می‌دهند که دو شرط را داشته باشند. اول، آنها باید به یک مرحله رشد خاص برسند که می‌تواند با تعداد گره‌ها تعیین شود. پس از به دست آوردن توانایی گلدهی، زمانی که طول روز کوتاه‌تر از یک دوره نوری بحرانی است، معمولاً ۱۵ تا ۱۶ ساعت، گلدهی ایجاد می‌شود. زمان گلدهی یک عامل اصلی تعیین‌کننده عملکرد است: گیاهان رازک زمانی بیشترین بازدهی را دارند که قبل از شروع گلدهی رشد گیاهی کافی حاصل شود.
مخروط‌ها ساختارهای گل آذینی هستند که فقط روی گیاهان ماده این گیاه دوپایه تولید می‌شوند. یک مخروط از بین ۲۰ تا ۶۰ گل در یک محور مرکزی یا ساقه کوتاه شده تشکیل شده‌است که هر کدام توسط یک برگچه تغییر یافته به نام براکت پوشیده شده‌است. همان‌طور که گل ماده بالغ می‌شود، براکت‌ها منبسط می‌شوند و ظاهر مخروط حاصل را تشکیل می‌دهند. در تولید رازک زراعی، گیاهان ماده را نه برای تشکیل بذر، بلکه برای هدایت انرژی به گسترش مخروط و توسعه ترکیبات شیمیایی کشت می‌دهند. وجود گل‌های نر نشانه ای از یک گیاه نر است که باید برای جلوگیری از رشد بذر حذف شود، یا ممکن است یک واکنش هرمافرودیتی خود به خودی به دمای بیش از حد آب و هوایی در گیاهان ماده از گونه‌های حساس به دما باشد. هنگامی که در غیاب گرده گیاهان نر رشد می‌کنند، هیچ دانه ای تشکیل نمی‌شود، اما مخروط به رشد خود ادامه می‌دهد. بدون گرده افشانی گل، براکت‌های مخروطی در طول فرایند بلوغ ادامه می‌یابند و رزین‌ها و اسانس‌ها را روی غدد لوپولینیک چند سلولی واقع در لایه سلولی اپیدرمی تشکیل می‌دهند. این ترکیبات به راحتی بر روی برگ‌های براکت به عنوان ذرات «گرد و غبار» طلایی رنگ و زرد موجود در سطح یا «لوپولین» قابل تشخیص هستند. مخروط‌های بدون دانه نه تنها لوپولین بیشتری تولید می‌کنند، بلکه لوپولین با کیفیت بالاتری در مقایسه با ساختارهای مخروطی تولید می‌کنند که اجازه بارور شدن و تولید دانه را دارند. غدد لوپولین روی برگ‌های براکت اسیدهای آلفا و بتا مورد استفاده در فرایند دم کردن و کیفیت‌های معطر تولید شده در اسانس‌ها را تولید می‌کنند که خصوصیات واریتهای را فراهم می‌کنند. کیفیت لوپولین و اسانس از طریق بلوغ مخروط به تغییر ادامه می‌دهد و این تشکیل بصری و سطح اسید α است که برای تعیین زمان برداشت بررسی می‌شود. شروع گل در رازک پاسخ گیاه به کوتاه شدن دوره نور پس از انقلاب تابستانی است. تشکیل و توسعه مخروط بستگی به واریته دارد و زمان برداشت با مقدار کوهومولون (اسیدهای α) و کولوپولون (اسیدهای β) تشکیل شده در اسانس تعیین می‌شود. تاریخ برداشت به شروع گل واریته، بلوغ و سلامت گیاه، دمای فصلی، باد، رطوبت خاک و میزان فشار حشرات و بیماری بستگی دارد.

## عوامل مؤثر بر گلدهی
طول روز: صرف نظر از نژادها و ارقام، رازک به عنوان گیاهان روز کوتاه طبقه‌بندی می‌شود، زیرا زمانی که طول روز از تعداد مشخصی از ساعات نور روز کوتاهتر می‌شود، گل می‌دهد که به آن طول روز بحرانی می‌گویند. به‌طور کلی، طول روز بحرانی برای رازک ۱۵ تا ۱۶ ساعت است.
عرض جغرافیایی: رازک عمدتاً بین ۳۵ تا ۵۵ عرض جغرافیایی کشت می‌شود که در آن گیاه از دما و بارندگی متوسط بهره می‌برد. دوره نوری بهینه در این محدوده جغرافیایی به عنوان یکی از مهمترین عوامل مؤثر در موفقیت تولید رازک ذکر شده‌است.
آبیاری: بین ۲۷ تا ۳۲ اینچ آب برای حمایت از چرخه رشد سالانه رازک مورد نیاز است. بارندگی همراه با آبیاری باید در طول مراحل رشد رویشی فعال، گلدهی و رشد مخروط، و برای پاسخگویی به تلفات تعرق ناشی از دماها و بادهای زیاد، به راحتی در دسترس باشد.
دما: دوره نوری به عنوان برهمکنش با دما برای کنترل گلدهی در رازک شناخته شده‌است. دما و دوره نوری محدودیت‌های آب و هوایی کلیدی هستند که تولید گل رازک را در عرض جغرافیایی ۵۵–۳۵ محدود می‌کنند. دوره نوری و دما تولید رازک را فقط به چند ریز اقلیم محدود می‌کند. با توجه به اینکه عملکرد و کیفیت عرضه جهانی رازک به شدت تحت تأثیر این دو عامل آب و هوایی قرار دارد، فناوری‌های محیطی کنترل شده مدرن می‌توانند برای اصلاح شرایط میکرو اقلیم و ارائه یک جایگزین تولید رازک به‌طور گسترده مورد استفاده قرار گیرند. با افزایش دما در تابستان، گیاه از حالت جوانی به حالت بالغ تبدیل می‌شود و دماهای گرمتر به رازک اجازه می‌دهد تا در طول روز کوتاهتر گلدهی کند. رازک برای دستیابی به شروع گل، تشکیل و عملکرد مخروط معمولی به سرمایش در دمای پایین یا خواب نیاز ندارد بنابراین دو نشانه گلدهی، خواب و بهاری شدن، در رشد گل‌های رازک ضروری نیستند. شرایط آب و هوایی می‌تواند بر رشد و نمو گیاهان رازک و همچنین عملکرد مخروط‌ها و ترکیبات موجود در برگ‌ها تأثیر بگذارد. دمای هوا بین ۲۰ تا ۳۰ درجه سانتیگراد برای رشد و نمو گیاهان رازک نشان داده شده‌است. دمای هوا بالاتر از ۳۲ درجه سانتیگراد می‌تواند با فیزیولوژی گیاه تداخل داشته باشد و باعث گلدهی زودرس و بیوسنتز اسیدهای آلفا و بتا شود.
تنظیم کننده‌های رشد گیاهی: در میان تمام تنظیم‌کننده‌های رشد گیاهی که تاکنون مورد مطالعه قرار گرفته‌اند، جیبرلین‌ها (GAs) نقش عمده‌ای در فاصله‌گذاری میانگره‌ها، القا و ارتقای گلدهی در بسیاری از گیاهان دارند و می‌توانند بیان جنسیت گل را در برخی از گونه‌های گیاهی اصلاح کنند. کاربرد خارجی GAs در رازک مورد سنجش قرار گرفته‌است که باعث تأخیر در زمان گلدهی می‌شود، حتی اگر افزایش تعداد گل در هر بوته مشاهده شده باشد.

## خواص درمانی
درمان بی خوابی. آرام‌کننده تمایلات جنسی. اشتها آور. تقویت معده. مسهل، ضد عفونی‌کننده می‌باشد.